# Julio César Uribe
Julio César Uribe (* 9. Mai 1958 in Lima) ist ein ehemaliger peruanischer Fußballspieler, der vorwiegend im Mittelfeld agierte und gegenwärtig als Fußballtrainer tätig ist.

## Vereinsebene
Uribe begann seine Profikarriere bei seinem „Heimatverein“ Sporting Cristal, zu dem er später auch immer wieder zurückkehrte. Während seiner ersten Phase bei Sporting Cristal gewann er in den Spielzeiten 1979 und 1980 zweimal in Folge die peruanische Fußballmeisterschaft. In seinen späteren Epochen gehörte er auch zum Kader der Meistermannschaft in den Jahren 1988 und 1991.
1982 wechselte Uribe in die Serie A, wo er in den folgenden drei Spielzeiten bei Cagliari Calcio unter Vertrag stand. Anschließend kehrte er zu Sporting Cristal zurück, wechselte aber bald nach Kolumbien und spielte dort für Atlético Junior und América de Cali. Zur Saison 1987/88 wechselte er in die mexikanische Liga und gewann mit dem Club América den Meistertitel.
Nach diesem Erfolg spielte er ein drittes Mal für Sporting Cristal und danach erneut für América de Cali, bevor er nach Mexiko zurückkehrte und in den Spielzeiten 1989/90 und 1990/91 bei den Tecos UAG unter Vertrag stand. Danach spielte er erneut für Sporting Cristal und beendete seine aktive Laufbahn schließlich beim Club Carlos A. Mannucci.

## Nationalmannschaft
Zwischen dem 10. Oktober 1979 und dem 27. August 1989 absolvierte Uribe 39 Länderspieleinsätze für die peruanische Fußballnationalmannschaft, bei denen er neun Treffer erzielte. Höhepunkt seiner Nationalmannschaftskarriere war die Teilnahme an der Fußball-Weltmeisterschaft 1982, bei der er in allen drei Gruppenspielen (Peru schied als Gruppenletzter vorzeitig aus) zum Einsatz gekommen war.

## Trainer
Neben diversen Vereinen war Uribe in zwei Etappen auch als Cheftrainer der peruanischen Nationalmannschaft im Einsatz, die er in den Jahren 2000 und 2001 sowie später noch einmal zwischen März und Juli 2007 betreute.

## Erfolge
- Peruanischer Meister: 1978, 1980, 1988, 1991
- Mexikanischer Meister: 1987/88